# Rákay Tamás
Rákay Tamás (Miskolc, 1992. január 21. –) magyar díszlet- és jelmeztervező.

## Életpályája
2010-ben érettségizett a helyi Zrínyi Ilona Gimnáziumban. Látványtervező művészként végzett a Kaposvári Egyetemen és a Magyar Képzőművészeti Egyetemen (2013-2015). Rendszeresen dolgozik Magyarországon és külföldön is.

## Munkássága
| Bemutató éve | Színház, intézmény               | Szerzők                                                                     | Mű                                            | Rendező                      |                               |
| ------------ | -------------------------------- | --------------------------------------------------------------------------- | --------------------------------------------- | ---------------------------- | ----------------------------- |
| 2025         | Kecskeméti Katona József Színház | Agatha Christie                                                             | Az Ackroyd-gyilkosság                         | Lóth Balázs                  | -                             |
| 2024         | Játékszín                        | Dan Brown                                                                   | A Da Vinci-kód                                | Szente Vajk                  | díszlettervező                |
| 2024         | Fodor Zoltán Társulata           |                                                                             | Lengemesék                                    | Fodor Zoltán, Balkányi Kitti | díszlettervező                |
| 2024         | Fodor Zoltán Társulata           |                                                                             | Az emlékek őre                                | Fodor Zoltán                 | díszlettervező                |
| 2024         | Bartók Kamaraszínház             | Moliére                                                                     | Tartuffe                                      | Őze Áron                     | látványtervező                |
| 2024         | Kecskeméti Katona József Színház | Tim Firth                                                                   | Naptárlányok                                  | Lévay Viktória               | díszlettervező                |
| 2024         | Kecskeméti Katona József Színház | Anton Pavlovics Csehov                                                      | Három nővér                                   | Szente Vajk                  | díszlettervező                |
| 2023         | Kecskeméti Katona József Színház | Bolba Tamás – Szente Vajk – Galambos Attila                                 | Meseautó                                      | Szente Vajk                  | díszlettervező                |
| 2023         | Bartók Kamaraszínház             | Terry Johnson                                                               | Diploma előtt                                 | Dicső Dániel                 | látványtervező                |
| 2023         | Játékszín                        | Masayuki Suo                                                                | Hölgyválasz                                   | Szente Vajk                  | díszlettervező                |
| 2023         | Pesti Broadway Alapítvány        | Németh Zoltán – Szenes Iván –Vajda Anikó                                    | APOSTOL MUSICAL avagy nem tudok élni nélküled | Somogyi Szilárd              | díszlet- és jelmeztervező     |
| 2023         | 6Szín Teátrum                    | Kerényi Tünde Sára                                                          | Legendás Mátyás                               | Pányik Tamás                 | látványtervező                |
| 2023         |                                  | Szente Vajk                                                                 | Kockahas                                      | Szente Vajk                  | díszlettervező                |
| 2023         | Kecskeméti Katona József Színház | Lehár Ferenc                                                                | Luxemburg grófja                              | Szente Vajk                  | díszlettervező                |
| 2022         | Győri Nemzeti Színház            | Lionel Bart                                                                 | Oliver                                        | Tóth Tünde                   | díszlettervező                |
| 2022         | Bartók Kamaraszínház             |                                                                             | A tavasz ébredése                             | Ivanics Tamás                | jelmeztervező                 |
| 2022         | Kecskeméti Katona József Színház | Szente Vajk – Galambos Attila – Juhász Levente                              | Kőszívű                                       | Szente Vajk                  | díszlettervező                |
| 2022         | Kecskeméti Katona József Színház | William Shakespeare                                                         | Rómeó és Júlia                                | Szente Vajk                  | díszlettervező                |
| 2022         | Veszprémi Petőfi Színház         | Michael Kunze – Sylvester Lévay                                             | Mozart                                        | Somogyi Szilárd              | díszlettervező                |
| 2022         | Karinthy Színház                 |                                                                             | Kékszakállú                                   | Kovács Adrián                | díszlettervező, jelmeztervező |
| 2022         | Art Színtér                      | Peter Quilter                                                               | Mr. és Mrs.                                   | Somogyi Szilárd              | díszlettervező, jelmeztervező |
| 2021         | Budaörsi Latinovits Színház      | Erich Kästner                                                               | Emil és a detektívek                          | Szemán Béla                  | díszlettervező, jelmeztervező |
| 2021         | Kecskeméti Katona József Színház | Ray Cooney – Tony Hilton                                                    | 1x3 néha 4                                    | Szerednyey Béla              | díszlettervező                |
| 2021         | Kecskeméti Katona József Színház | Lévay Sylvester – Michael Kunze                                             | Elisabeth                                     | Szente Vajk                  | díszlettervező                |
| 2021         | József Attila Színház            | Wayne Kirkpatrick – Karey Kirkpatrick – John O’Farell                       | Valami bűzlik                                 | Szente Vajk                  | díszlettervező                |
| 2021         | Monarchia Operett                | Huszka Jenő – Szilágyi László                                               | Sissi, a magyar királyné                      | Kerényi Miklós Gábor         | díszlettervező                |
| 2021         | Játékszín                        | Galambos Attila – Szente Vajk                                               | A dominógyilkosság                            | Szente Vajk                  | díszlettervező, jelmeztervező |
| 2021         | Fodor Zoltán Társulata           | Szabó Lőrinc                                                                | Te meg a világ                                | Fodor Zoltán                 | díszlettervező                |
| 2021         | Kecskeméti Katona József Színház | Woody Allen                                                                 | Férjek és feleségek                           | Szente Vajk                  | díszlettervező                |
| 2020         | Játékszín                        | Charles Chaplin – Harry Clive – Harry Crocker                               | Nagyvárosi fények                             | Szente Vajk                  | díszlettervező                |
| 2020         | Kecskeméti Katona József Színház | Charles Perrault – Grimm testvérek                                          | Hamupipőke                                    | Barta Dóra                   | díszlettervező                |
| 2020         |                                  | Galambos Attila – Juhász Levente                                            | Puskás, a musical                             | Szente Vajk                  | díszlettervező                |
| 2020         | Lilliput Társulat – Nagyvárad    | Böhm György – Nemes István – Dés László – Horváth Péter – Korcsmáros György | Valahol Európában                             | Győrfi Csaba                 | díszlettervező                |
| 2020         | Bartók Kamaraszínház             | Babits Mihály                                                               | Jónás könyve                                  | Győrfi Csaba                 | díszlettervező                |
| 2019         | Madách Színház                   | Szigligeti Ede – Szente Vajk – Bolba Tamás                                  | Liliomfi                                      | Szente Vajk                  | díszlettervező                |
| 2019         | Móricz Zsigmond Színház          | Dolly Parton – Patricia Resnick                                             | 9-től 5-ig                                    | Szente Vajk                  | díszlettervező                |
| 2019         | József Attila Színház            | Galambos Attila – Szente Vajk – Juhász Levente                              | Macskafogó                                    | Szente Vajk                  | díszlettervező                |
| 2018         | Karinthy Színház                 | Miro Gavran                                                                 | A baba                                        | Szabó P. Szilveszter         | díszlettervező                |
| 2018         | Nagyváradi Szigligeti Színház    | Lionel Bart                                                                 | Oliver                                        | Tóth Tünde                   | díszlettervező                |
| 2018         | Kecskeméti Katona József Színház | Galambos Attila – Szente Vajk – Juhász Levente                              | A beszélő köntös                              | Szente Vajk                  | díszlettervező                |
| 2018         | Zikkurat Színpadi Ügynökség      | Alan Menken – Cheri Steinkellner – Bill Steinkellner                        | Apácashow                                     | Szente Vajk                  | díszlettervező                |